# 오가와 준지
오가와 준지(일본어: 小川 淳司, 1957년 8월 30일 ~ )는 일본의 전 프로 야구 선수이자 야구 지도자이며 현 도쿄 야쿠르트 스왈로스 단장이다. 지바현 나라시노시 출신이며 현역 시절 포지션은 외야수였다.
2010년 시즌 도중부터 2014년 시즌까지 야쿠르트 감독을 4년 반 맡았으며 감독 퇴임 후 2017년까지 야쿠르트 구단 시니어 디렉터를 맡다가 2018년 시즌부터 다시 야쿠르트의 감독을 역임하다 2019시즌 끝나고 사임을 했다.

## 인물
지바현 나라시노시 출신으로 고교 시절 팀내 중심 선수(투수)로서 활약하여 제57회 전국 고등학교 야구 선수권 대회에서 팀을 우승으로 이끌었다. 이후 주오 대학에 진학하면서 도토 대학 야구 리그 통산 98경기에 출장, 351타수 80안타, 타율 2할 2푼 8리, 5홈런, 39타점을 기록했다. 대학 졸업 후 사회인 야구팀인 가와이 악기에 입단하여 활동하다가 1981년 프로 야구 드래프트 회의에서 야쿠르트 스왈로스로부터 4순위로 지명을 받아 입단했다.
프로 1년차부터 1군에서 뛰었지만 주로 대타로 뛰면서 수비 요원으로서 기용되었다. 그렇지만 원래 장타력이 있는 타자로서 무려 세 차례나 11개 홈런을 기록했다. 1991년에 방출 통보를 받아 이듬해인 1992년 스미 미쓰오와의 맞트레이드로 닛폰햄 파이터스에 이적하여 같은 해 현역에서 은퇴했다.
이후 1996년 ~ 1998년에는 친정팀인 야쿠르트에서 2군 수비 주루 코치를 맡았고, 1999년 ~ 2007년에는 9년 간 야쿠르트의 2군 감독을 맡았다. 다카다 시게루 감독이 취임한 2008년부터 1군 수석 코치로 승격했고, 2010년 5월 27일부터는 다카다 감독이 팀 성적 부진으로 사임하면서 감독 대행으로 취임해 6월에는 14승 8패의 성적을 기록하여 팀 승률 6할대의 성적을 달성하는 등 기대 이상의 성적을 남겼지만, 팀은 최종적으로 A클래스(1위~3위) 진입에 실패했다(최종 성적은 4위). 와카마쓰 쓰토무 감독 시절인 2004년 이후 6년 만에 정규 시즌 승률인 5할대의 이상을 달성했다.
이후 구단 측은 팀 재건의 높은 평가를 받아 2011년부터 감독으로 정식 취임이 결정되면서 2년 간의 계약을 맺었고 2014년 시즌 종료 후 팀 성적 부진에 대한 책임을 물어 감독직에서 물러났다.

## 상세 정보

### 출신 학교
- 나라시노 시립 나라시노 고등학교
- 주오 대학

### 선수 경력
사회인 시대
- 가와이 악기

프로팀 경력
- 야쿠르트 스왈로스(1982년 ~ 1991년)
- 닛폰햄 파이터스(1992년)

### 지도자 경력
- 야쿠르트 스왈로스 2군 수비 주루 코치(1996년 ~ 1998년)
- 야쿠르트 스왈로스 2군 감독(1999년 ~ 2007년)
- 도쿄 야쿠르트 스왈로스 1군 수석 코치(2008년 ~ 2010년 5월 26일)
- 도쿄 야쿠르트 스왈로스 감독 대행(2010년 5월 27일 ~ 2010년 시즌 종료)
- 도쿄 야쿠르트 스왈로스 감독(2011년 ~ 2014년, 2018년 ~ 2019년)
- 도쿄 야쿠르트 스왈로스 총괄 매니저(단장)(2020년 ~ )

### 개인 기록
- 첫 출장 : 1982년 4월 10일, 대 한신 타이거스 1차전(한신 고시엔 구장), 7회초에 스기무라 시게루의 대타로서 출장, 고바야시 시게루 앞에서 범퇴
- 첫 선발 출장 : 1982년 5월 29일, 대 요미우리 자이언츠 9차전(고라쿠엔 구장), 8번·좌익수로서 선발 출장
- 첫 안타 : 상동, 3회초에 니우라 히사오로부터 단타
- 첫 타점 : 1982년 6월 22일, 대 한신 타이거스 15차전(메이지 진구 야구장), 1회말에 후쿠야 마사아키로부터 2점 적시타
- 첫 홈런 : 1982년 7월 18일, 대 주니치 드래곤스 13차전(나고야 구장), 9회초에 우시지마 가즈히코로부터 좌월 솔로 홈런

### 등번호
- 35(1983년 ~ 1991년)
- 47(1992년)
- 80(1996년 ~ 2014년, 2018년 ~ 2019년)

### 연도별 타격 성적
| 연 도       | 소 속       | 경 기 | 타 석 | 타 수 | 득 점 | 안 타 | 2 루 타 | 3 루 타 | 홈 런 | 루 타 | 타 점 | 도 루 | 도 루 자 | 희 생 번 | 희 생 플 | 볼 넷 | 고 4 | 사 구 | 삼 진 | 병 살 타 | 타 율 | 출 루 율 | 장 타 율 | O P S |
| ----------- | ----------- | ----- | ----- | ----- | ----- | ----- | ------- | ------- | ----- | ----- | ----- | ----- | -------- | -------- | -------- | ----- | ---- | ----- | ----- | -------- | ----- | -------- | -------- | ----- |
| 1982년      | 야쿠르트    | 85    | 201   | 197   | 12    | 42    | 4       | 0       | 3     | 55    | 16    | 2     | 1        | 1        | 1        | 2     | 0    | 0     | 39    | 4        | .213  | .220     | .279     | .499  |
| 1983년      | 야쿠르트    | 71    | 132   | 131   | 13    | 33    | 5       | 0       | 4     | 50    | 13    | 0     | 1        | 0        | 0        | 1     | 0    | 0     | 28    | 0        | .252  | .258     | .382     | .640  |
| 1984년      | 야쿠르트    | 115   | 303   | 278   | 34    | 70    | 11      | 2       | 11    | 118   | 35    | 0     | 2        | 4        | 3        | 17    | 4    | 1     | 49    | 3        | .252  | .294     | .424     | .718  |
| 1985년      | 야쿠르트    | 118   | 367   | 335   | 41    | 80    | 13      | 1       | 11    | 128   | 30    | 0     | 1        | 2        | 3        | 27    | 1    | 2     | 80    | 4        | .239  | .297     | .382     | .679  |
| 1986년      | 야쿠르트    | 94    | 91    | 87    | 10    | 16    | 3       | 0       | 3     | 28    | 10    | 3     | 1        | 1        | 2        | 1     | 0    | 0     | 34    | 3        | .184  | .189     | .322     | .511  |
| 1987년      | 야쿠르트    | 113   | 245   | 229   | 32    | 55    | 5       | 3       | 11    | 99    | 31    | 2     | 2        | 2        | 1        | 13    | 0    | 0     | 48    | 5        | .240  | .280     | .432     | .712  |
| 1988년      | 야쿠르트    | 103   | 229   | 207   | 28    | 60    | 16      | 1       | 8     | 102   | 24    | 2     | 1        | 4        | 2        | 15    | 0    | 1     | 51    | 0        | .290  | .338     | .493     | .831  |
| 1989년      | 야쿠르트    | 95    | 122   | 106   | 11    | 28    | 8       | 0       | 4     | 48    | 13    | 3     | 4        | 1        | 0        | 14    | 1    | 1     | 24    | 3        | .264  | .355     | .453     | .808  |
| 1990년      | 야쿠르트    | 50    | 90    | 77    | 11    | 13    | 1       | 0       | 7     | 35    | 15    | 1     | 0        | 1        | 0        | 12    | 0    | 0     | 22    | 6        | .169  | .281     | .455     | .736  |
| 1991년      | 야쿠르트    | 49    | 57    | 52    | 6     | 8     | 0       | 0       | 2     | 14    | 5     | 0     | 0        | 2        | 0        | 3     | 1    | 0     | 15    | 0        | .154  | .200     | .269     | .469  |
| 1992년      | 닛폰햄      | 47    | 58    | 48    | 5     | 7     | 0       | 0       | 2     | 13    | 3     | 0     | 0        | 6        | 0        | 3     | 0    | 1     | 16    | 0        | .146  | .212     | .271     | .483  |
| 통산 : 11년 | 통산 : 11년 | 940   | 1897  | 1747  | 203   | 412   | 66      | 7       | 66    | 690   | 195   | 13    | 13       | 24       | 12       | 108   | 7    | 6     | 406   | 28       | .236  | .281     | .395     | .676  |

### 감독 대행 성적
| 연도       | 구단       | 순위       | 경기          | 승리          | 패전          | 무승부        | 승률          |
| ---------- | ---------- | ---------- | ------------- | ------------- | ------------- | ------------- | ------------- |
| 2010년     | 야쿠르트   | 4위        | 98            | 59            | 36            | 3             | .621          |
| 통산 : 1년 | 통산 : 1년 | 통산 : 1년 | B클래스 : 1회 | B클래스 : 1회 | B클래스 : 1회 | B클래스 : 1회 | B클래스 : 1회 |

### 감독으로서의 팀 성적

#### 정규 시즌
| 연도       | 소속       | 순위       | 경기 | 승리 | 패전 | 무승부 | 승률 | 승차                         | 팀 홈런                      | 팀 타율                      | 팀 평균자책점                | 연령                         |
| ---------- | ---------- | ---------- | ---- | ---- | ---- | ------ | ---- | ---------------------------- | ---------------------------- | ---------------------------- | ---------------------------- | ---------------------------- |
| 2011년     | 야쿠르트   | 2위        | 144  | 70   | 59   | 15     | .543 | 2.5                          | 85                           | .244                         | 3.36                         | 54세                         |
| 2012년     | 야쿠르트   | 3위        | 144  | 68   | 65   | 11     | .511 | 20                           | 90                           | .260                         | 3.35                         | 55세                         |
| 2013년     | 야쿠르트   | 6위        | 144  | 57   | 83   | 4      | .407 | 28.5                         | 134                          | .253                         | 4.26                         | 56세                         |
| 2014년     | 야쿠르트   | 6위        | 144  | 60   | 81   | 3      | .426 | 21                           | 139                          | .279                         | 4.62                         | 57세                         |
| 2018년     | 야쿠르트   | 2위        | 143  | 75   | 66   | 2      | .532 | 7                            | 135                          | .266                         | 4.13                         | 61세                         |
| 통산 : 5년 | 통산 : 5년 | 통산 : 5년 | 719  | 330  | 354  | 35     | .482 | A클래스 : 3회, B클래스 : 2회 | A클래스 : 3회, B클래스 : 2회 | A클래스 : 3회, B클래스 : 2회 | A클래스 : 3회, B클래스 : 2회 | A클래스 : 3회, B클래스 : 2회 |

#### 포스트 시즌
| 연도   | 소속     | 경기명                                        | 상대팀                             | 성적                           |
| ------ | -------- | --------------------------------------------- | ---------------------------------- | ------------------------------ |
| 2011년 | 야쿠르트 | 센트럴 리그 클라이맥스 시리즈 퍼스트 스테이지 | 요미우리 자이언츠(센트럴 리그 3위) | 2승 1패 = 파이널 스테이지 진출 |
| 2011년 | 야쿠르트 | 센트럴 리그 클라이맥스 시리즈 파이널 스테이지 | 주니치 드래곤스(센트럴 리그 1위)   | 2승 4패 = 탈락(※1)             |
| 2012년 | 야쿠르트 | 센트럴 리그 클라이맥스 시리즈 퍼스트 스테이지 | 주니치 드래곤스(센트럴 리그 2위)   | 1승 2패 = 탈락                 |
| 2018년 | 야쿠르트 | 센트럴 리그 클라이맥스 시리즈 퍼스트 스테이지 | 요미우리 자이언츠(센트럴 리그 3위) | 0승 2패 = 탈락                 |

- 성적에서의 굵은 글씨는 승리한 것을 나타냄

※1 리그 우승 구단에게 주어지는 어드밴티지에 의한 1패를 포함